# Aballister Bonadouce
Aballister Bonadouce es un personaje de La pentalología del clérigo, de R. A. Salvatore. Es un estudiante con muchas posibilidades de la Biblioteca Edificante, donde uno de sus mayores logros fue crear un palacio extradimensional donde criaría a tres criaturas: una quimera, una hidra y una mantícora.

## Descripción
Casado con una mujer cuyo nombre no ha llegado a saberse, tuvo un hijo llamado Cadderly Bonaduce a los cuales maltrataba; de hecho, acabó matando a su mujer con un experimento que le salió mal (una espada voladora que controlaba con la mente), por lo que fue expulsado de la Biblioteca Edificante por el maestre Avery Schell. Esta expulsión también supone la separación de su hijo Cadderly, a quien con desprecio abandona en la biblioteca.
Después, se une al Castillo de la Tríada, donde abraza a su diosa Talona, la Señora de la Ponzoña. Poco a poco logra ascender puestos, hasta convertirse en el principal mago del castillo, con poder político por encima de los clérigos y los guerreros, aunque este es puesto a prueba constantemente. Además allí ejerce de maestro de varios magos, entre los que destacan Dorigen y Bogo Rath.
Después de la época de los conflictos, su diosa le concede un familiar llamado Druzil, un imp de los planos inferiores que le da la fórmula de la maldición del caos, aunque le advierte de que su preparación consumiría su físico y le haría parecer viejo y enfermo. Cuando por fin termina dicha maldición por motivos políticos dentro del Castillo de la Triada, pierde el control de la pócima, que es adjudicada a un clérigo llamado Brajin para que desate su poder en la Biblioteca Edificante, pero este acaba sucumbiendo a manos del ya crecido hijo de Aballister.
Muerto Brajin, Aballister consigue más poder en el Castillo de la Triada y ordena al líder guerrero Ragnor que ataque el bosque elfo shilmista con 5000 soldados, llevándose la mayor parte de la criaturas no humanas del castillo y dejando solo 3000 soldados en el castillo. También envía a Dorigen para controlar a Ragnor. La guerra va mal y el ejército es repelido por los elfos y algunos miembros de la Biblioteca Edificante, entre los que se encuentra Cadderly. Dorigen salva la vida de Cadderly por compasión, lo que provoca que se reconsidere su moral.
Cadderly va a hacer un retiro espiritual al pueblo de Carradon, donde encuentra a su Diosa, que le hace su elegido y le confiere un tremendo poder. Durante todo este tiempo, Aballister contrata a las máscaras de la noche, una organización de asesinos para que mate a su hijo. Este, gracias a sus amigos, consigue vencer a las máscaras de la noche, pero estas matan al maestre Avery que había ido a visitarlo. Un prisionero rescatado les revela entonces dónde se encuentra el Castillo de la Triada.
Los amigos de Cadderly lo asaltan temerariamente y consiguen que Cadderly llegue hasta la mansión extradimensional de Aballister, aunque luego sus amigos que se quedan dentro del Castillo de la Triada. Aballister se enfrenta a Cadderly y muere a manos de su hijo.